# 콩가

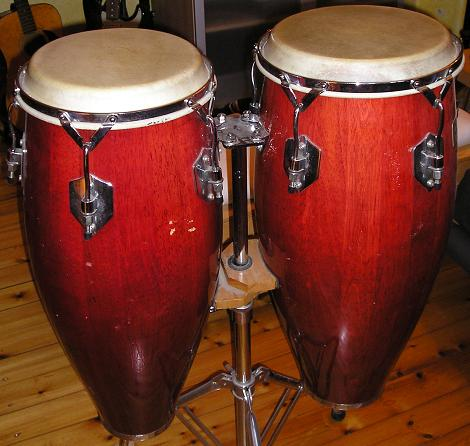
콩가

콩가(conga)는 남미의 전통 악기이고, 봉고와 비슷하다. 대형의 한쪽만 가죽막이 있다. 가죽막으로는 극히 두꺼운 소가죽을 쓰며, 음량이 크고 힘차게 울린다. 크기는 다양하나 몸통의 길이는 대체로 가죽면의 직경의 대략 2배에 달한다. 봉고와 같이 대소 한 쌍을 쓰기도 하며 대개는 한 개만을 양손으로 두들겨 연주한다. 이름 때문에 아프리카 콩고에서 왔다는 말이 있다.

## 같이 보기
- 봉고 (악기)